# 上海杂技团
上海杂技团是中華人民共和國上海市的一家杂技表演团体，表演的節目有雜技、馬戲、魔術等節目。該團體隶属于上海文广演艺（集团）有限公司。上海杂技团演出場所位於上海马戏城、商城剧院以及上海沪西大剧院。上海雜技團成立于1951年11月，最初名為上海市人民雜技團，1979年更名為上海杂技团。1989年，上海杂技团組建上海馬戲學校培養雜技人才。2009年，上海杂技团有限公司成立。